# 貨物時刻表
貨物時刻表（かもつじこくひょう）は、日本貨物鉄道（JR貨物）が実施しているダイヤ改正に合わせて公益社団法人鉄道貨物協会により発行されている貨物列車専用の時刻表。

## 特徴
鉄道貨物協会が、JR貨物が実施するダイヤ改正に合わせて発行する『貨物時刻表』は、1980年に初めて発行され、2025年に創刊45周年を迎える。それ以前は日本国有鉄道（国鉄）貨物局が1966年より発行していた。
貨物列車の荷扱いを行う駅を掲載している。貨物の荷主用に作られた時刻表であり、本来は事業者向けである。
このため、当初の発行部数は5000部と少なく、ISBN・ISSN・雑誌コードなどの識別コードが付かない刊行物であり、取扱書店は限定されていた。1998年には発行部数が7000部弱となり、購入者の8割が鉄道ファンであった。2018年3月現在では、JANコードが付与され、取扱書店は全国40店舗に増加し、発行部数は2万5000部になっている。
定価は1冊2500円（税込、鉄道貨物協会の新規会員に対しては1000円引きの1500円）となっている。

## 内容
- ヤードによる貨車搬送が廃止されるまでは、主要ヤード貨車継送予定表が全体ページ数の2割ほどを占めていた。
- 地域間急行貨物列車が設定されていたダイヤ改正号には、詳細な貨車継送図が各急行貨物列車ごとに掲載されていた。
- JR貨物が運行するすべての貨物列車をはじめ、臨海鉄道や自動車（トラック）代行便の時刻を掲載している[4]。
- 2006年3月改正分から私鉄（三岐鉄道、西濃鉄道、小坂鉄道（2009年4月廃止）、岳南鉄道（現・岳南電車、2012年3月貨物廃止）。秩父鉄道は2007年版より）の貨物列車時刻も掲載された。秩父鉄道は、2020年12月をもってJR貨物と接続してない[5]が、2021年度版以降も、路線図と時刻表は引き続き掲載されている。
- 貨物列車を運行している鉄道事業者でも、JR貨物と接続していない路線は、路線図も時刻表も掲載されていない。ただし、岩手開発鉄道は2017年度版、太平洋石炭販売輸送（2019年6月路線廃止）は2018年度版、黒部峡谷鉄道は2019年度版で、いずれも巻頭特集で紹介されている。
- 日本全国で運用するJR貨物の機関車・貨車・コンテナの種類がすべてわかるほか、主要貨物駅の構内配線図も掲載されている[2][4]。
- この時刻表でいう「停車」の定義は「編成の解放・連結・着発線荷役作業を行うこと」を指し、機関車交換や運転士交替のみで解結・荷役作業を行わない停車は「運転上の停車」と称しており、時刻表上ではカッコ書き時刻で表記する。
- 表紙写真に投稿作品を採用したり、荷主には関係のない機関車の運用や配置、投稿写真コーナー、各路線ダイヤグラムなど趣味者向けの部分も増えている[1][2]。
- JR貨物は2009年度以降、新製・転属・廃車など車両の動向を鉄道雑誌に情報提供していないが[注釈 1]、貨物時刻表へは例外的に毎年3月時点での機関車配置表を掲載している[注釈 2]。

## 備考
2004年4月16日にテレビ朝日系列で放映された深夜バラエティ番組『タモリ倶楽部』の企画「ダイヤ改正記念!貨物時刻表でダイヤを確認しよう!?」で使用したところ版元に問い合わせが殺到し、2004年版は発行以来初めて重版となった。このことは新聞記事になり「乗れない時刻表完売」と掲載された。
関心の高まりとともに一般から購入も増え、書店には発売前から予約が殺到するようになり、例えば2008年には、旭屋書店本店では用意した1万9000部が完売、売り上げで一般書部門9位に入った。
2010年3月、交通新聞社は『復刻版 昭和43年10月貨物時刻表』を発売した。これは1968年10月の国鉄ダイヤ改正（ヨンサントオ）に合わせて、国鉄貨物局が発行した「貨物時刻表」を復刻したものである。